# Quận Mingo, West Virginia
Quận Mingo là một quận thuộc tiểu bang West Virginia, Hoa Kỳ. Theo điều tra dân số năm 2000 của Cục điều tra dân số Hoa Kỳ, quận có dân số người 2. Quận lỵ đóng ở 6

## Địa lý
Theo Cục điều tra dân số Hoa Kỳ, quận có tổng diện tích km2, trong đó có km2 là diện tích mặt nước.

## Thông tin nhân khẩu
Theo điều tra dân số 2 năm 2000, quận đã có dân số 28.253 người, 11.303 hộ gia đình, và 8.217 gia đình sống trong quận hạt. Mật độ dân số là 67 người trên một dặm vuông (26/kmТВ). Có 12.898 đơn vị nhà ở với mật độ bình quân 30 trên một dặm vuông (12/kmТВ). Cơ cấu dân tộc của cư dân sinh sống ở quận này bao gồm 96,39% người da trắng, 2,34% da đen hay Mỹ gốc Phi, 0,24% người Mỹ bản xứ, 0,21% châu Á, Thái Bình Dương 0,02%, 0,06% từ các chủng tộc khác, và 0,74% từ hai hoặc nhiều chủng tộc. 0,48% dân số là người Hispanic hay Latino thuộc một chủng tộc nào.
Có 11.303 hộ, trong đó 33,50% có trẻ em dưới 18 tuổi sống chung với họ, 56,20% là đôi vợ chồng sống với nhau, 12,70% có nữ hộ và không có chồng, và 27,30% là không lập gia đình. 25,20% hộ gia đình đã được tạo ra từ các cá nhân và 10,40% có người sống một mình 65 tuổi hoặc cao tuổi hơn. Cỡ hộ trung bình là 2,49 và cỡ gia đình trung bình là 2,98.
Trong quận, dân số đã được trải ra với 24,20% dưới độ tuổi 18, 9,20% 18-24, 29,10% 25-44, 25,00% từ 45 đến 64, và 12,40% từ 65 tuổi trở lên đã được những người. Độ tuổi trung bình là 37 năm. Đối với mỗi 100 nữ có 93,70 nam giới. Đối với mỗi 100 nữ 18 tuổi trở lên, đã có 90,20 nam giới.
Thu nhập trung bình cho một hộ gia đình trong đã đạt mức USD 21.347, và thu nhập trung bình cho một gia đình là USD 26.581. Phái nam có thu nhập trung bình USD 31.660 so với 18.038 USD của phái nữ. Thu nhập bình quân đầu người là 12.445 USD. Có 25,90% gia đình và 29,70% dân số sống dưới mức nghèo khổ, bao gồm 38,90% những người dưới 18 tuổi và 18,60% của những người 65 tuổi hoặc hơn.